# Oigny-en-Valois
Oigny-en-Valois ist eine frranzösische Gemeinde mit 175 Einwohnern (Stand: 1. Januar 2022) im Département Aisne in der Region Hauts-de-France (frühere Region: Picardie). Sie gehört zum Arrondissement Soissons und zum Kanton Villers-Cotterêts. Die Einwohner werden als Ogniacien(ne)s bezeichnet.

## Geographie
Die 23 Kilometer südwestlich von Soissons gelegene, vom Domänenforst Forêt de Retz umgebene Gemeinde mit dem Ortsteil Baisemont bildet eine Rodungsinsel. Im Südosten reicht das Gemeindegebiet bis in das Ourcqtal. Nachbargemeinden von Oigny-en-Valois sind Dampleux im Norden, Faverolles im Osten, Troësnes, Silly-la-Poterie und La Ferté-Milon im Süden sowie Villers-Cotterêts im Westen.

## Bevölkerungsentwicklung
| Jahr                       | 1962 | 1968 | 1975 | 1982 | 1990 | 1999 | 2006 | 2014 | 2022 |
| Einwohner                  | 119  | 92   | 116  | 137  | 188  | 163  | 165  | 148  | 175  |
| Quellen: Cassini und INSEE |      |      |      |      |      |      |      |      |      |

## Sehenswürdigkeiten
- Kirche Saint-Martin aus dem Übergang vom 12. zum 13. Jahrhundert
- Das zwischen 1498 und 1515 errichtete Schloss, 1928 als Monument historique eingetragen (Base Mérimée PA00115851), mit Garten, eingetragen im Vorinventar unter IA02001264
- Wegkreuz (Croix monumentale) auf dem neuen Friedhof, Monument historique, eingetragen 1928, Base Mérimée PA00115852
- Mausoleum für den General Henri François Marie Charpentier, 1990 als Monument historique eingetragen, Base Mérimée PA00116003

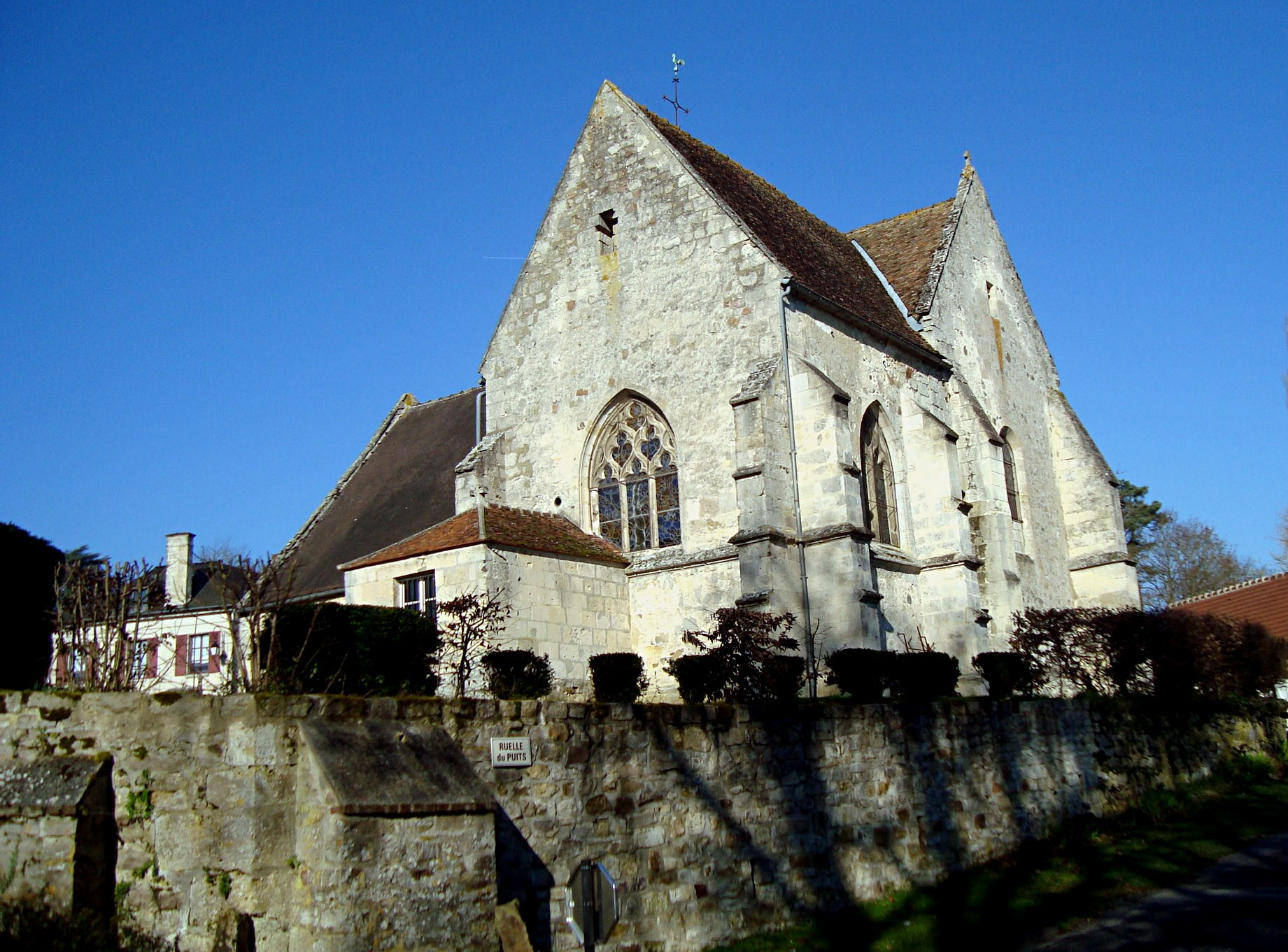
Kirche Saint-Martin
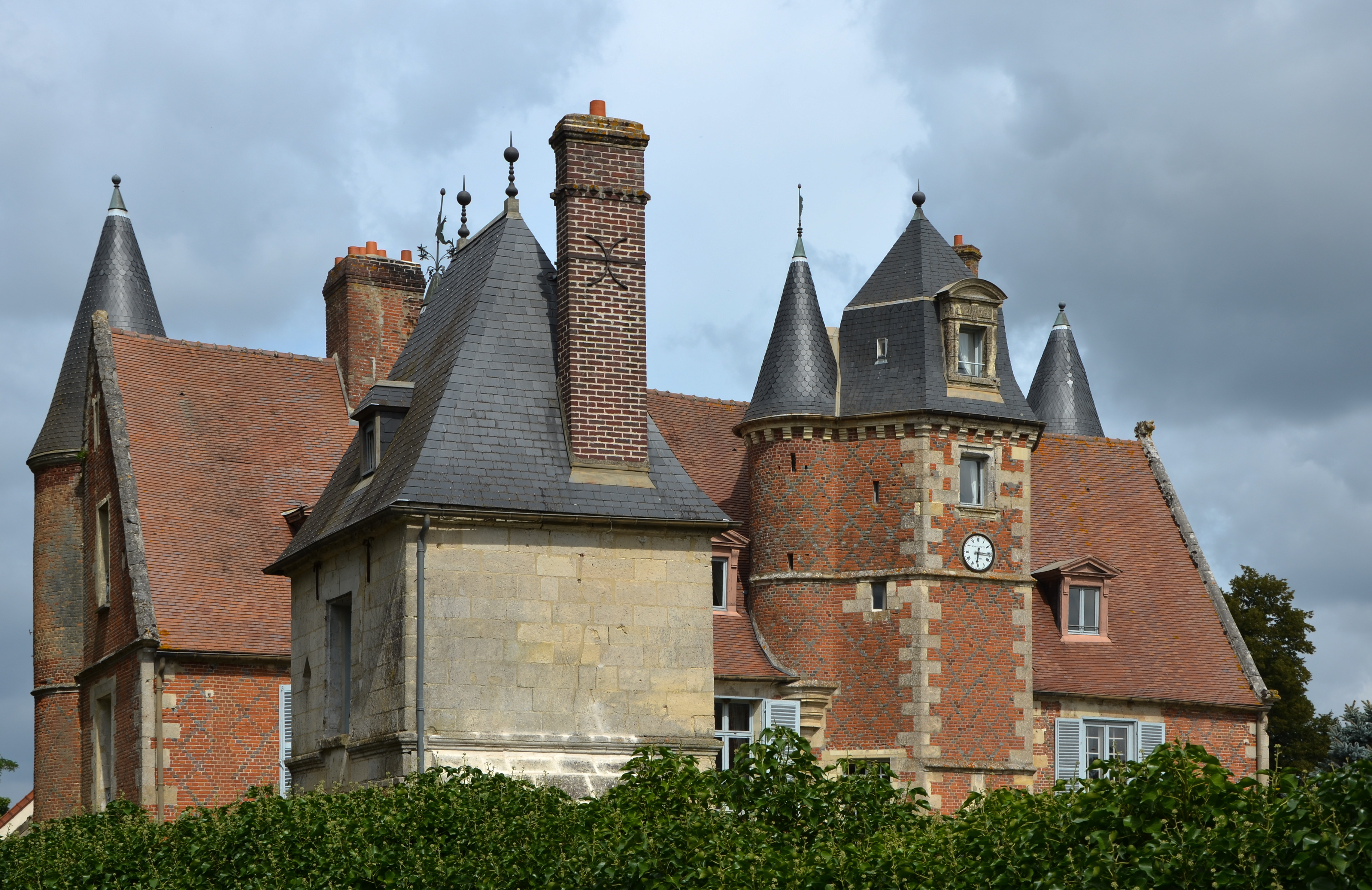
Schloss
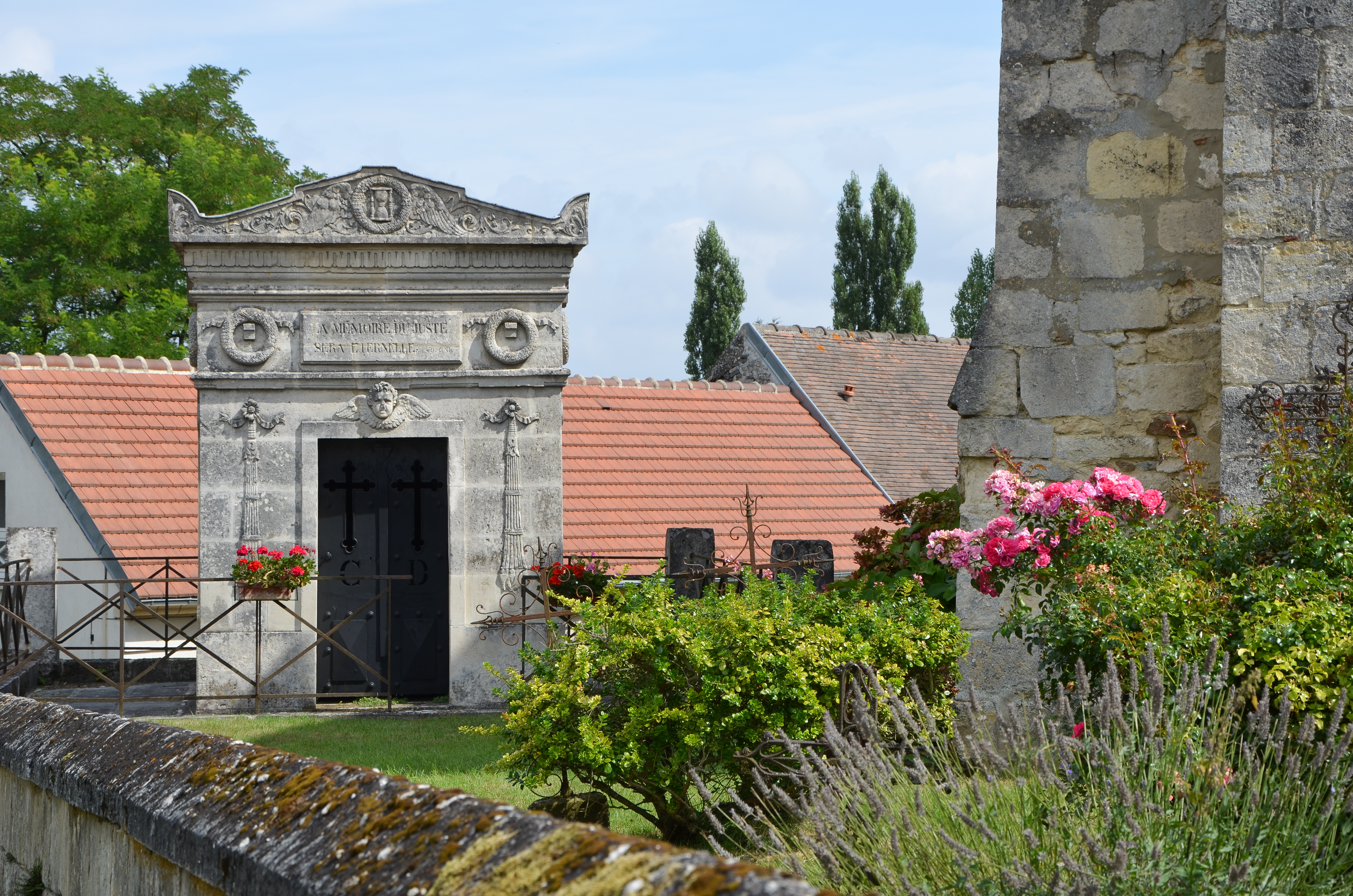
Mausoleum Charpentier